# Bix Beiderbecke
Bix Beiderbecke (10. marts 1903 –  6. august 1931) var en amerikansk jazzmusiker og komponist. Han hører til blandt jazzens legender. Ikke blot på grund af sin alt for korte og hektiske tilværelse og karriere, men i endnu højere grad på grund af sit kunstneriske udtryk.

## Biografi
Han spillede tidligt klassisk klaver og begyndte i 1919 at spille kornet efter at have hørt plader med The Original Dixieland Jazz Band. Han tog til Chicago for at studere, men valgte snart at blive jazzmusiker, hvilket aldrig blev tilgivet af hans middelklassefamilie hjemme i Davenport i Iowa.
I 1923 var han med til at danne The Wolverines, et glimrende og tidstypisk jazzorkester, med hvilket han indspillede sine første plader. Herefter arbejdede han mest freelance, ofte sammen med saxofonisten Frankie Trumbauer. De indgik begge i Jean Goldkettes orkester i 1926-27 og blev herefter hyret af tidens førende orkesterleder, Paul Whiteman.
Han lancerede Bix Beiderbecke som solist og betalte ham godt, og når Beiderbecke ikke var i stand til at fastholde sin disciplin og status, skyldtes det ikke frustrationer over ikke at kunne udfolde sig kreativt, men derimod en til stadighed tiltagende og helbredsnedbrydende alkoholisme.
Bix Beiderbecke, der også lod sig høre med mindre ensembler, ønskede helt klart at give jazzen en værdighed på linje med den klassiske musik. Han var da også inspireret af Claude Debussy, hvilket blandt andet kan spores i hans klaversolo In A Mist.
Det var dog som kornetist, Bix Beiderbecke skrev jazzhistorie. Han spillede dynamisk og fantasifuldt, men han foregreb samtidigt flere cool-jazz-tendenser, og han blev den lyriske pendant til Louis Armstrong. Bix Beiderbecke døde af lungebetændelse.

## Diskografi

### Albums
- 1991: Bix Beiderbecke and The Wolverines 1924-25
- 1993: The Genius of Bix Beiderbecke
- 2001: Bix Restored Vol. 1-4

## Ekstern henvisning
- Wikimedia Commons har flere filer relateret til Bix Beiderbecke